# Lori FC
Maillots
Le Lori Football Club (en arménien : Լոռի Ֆուտբոլային Ակումբ), plus couramment abrégé en Lori FC, est un club arménien de football fondé en 1936 et basé dans la ville de Vanadzor.

## Historique
Fondé en 1936, le club jouait en deuxième Ligue soviétique dans les années 80. Après l'indépendance du pays le club ne se qualifie pas pour la première division arménienne. Jusqu'en 2005 le Lori FC naviguera entre la première et la deuxième division, avec une dernière participation en première division en 2002.
De 2006 à 2017, le club arrête son activité et ne participe à aucun championnat. En 2017, un homme d'affaires natif de Vanadzor refonde le club qui redémarre en deuxième division. Le Lori FC termine la saison 2017-2018 en tant que champion et est promu en première division.
Le 5 avril 2021, le club annonce son retrait du championnat arménien pour se concentrer sur son centre de formation et ses équipes de jeunes.

## Stade
En 2018, le club utilise les installations de l'académie de football de Vanadzor, le stade municipal étant en reconstruction. Le club pourra disposer d'une nouvelle enceinte vers mi 2019, ce nouveau stade aura une capacité de 4 000 places assises.

## Bilan sportif

### Palmarès
| Compétitions nationales                                                                             |
| --------------------------------------------------------------------------------------------------- |
| - Championnat d'Arménie D2 (2) : - Champion : 1993 et 2018. - Coupe d'Arménie : - Finaliste : 2019. |

### Bilan par saison
| Saison    | Championnat  | Championnat  | Championnat  | Championnat  | Championnat  | Championnat  | Championnat  | Championnat  | Championnat  | Championnat  | Coupe d'Arménie     |
| Saison    | Division     | Pos          | Pts          | J            | V            | N            | D            | BP           | BC           | Diff         | Coupe d'Arménie     |
| --------- | ------------ | ------------ | ------------ | ------------ | ------------ | ------------ | ------------ | ------------ | ------------ | ------------ | ------------------- |
| 1992      | 1re          | 19e          | 22           | 22           | 9            | 4            | 9            | 45           | 63           | -18          | Huitièmes de finale |
| 1993      | 2e           | 1er          | 30           | 20           | 13           | 4            | 3            | 46           | 7            | +39          | Seizièmes de finale |
| 1994      | 1re          | 13e          | 16           | 28           | 5            | 6            | 17           | 22           | 65           | -43          | Seizièmes de finale |
| 1995      | 2e           | 4e           | 18           | 12           | 6            | 0            | 6            | 24           | 16           | +8           | —                   |
| 1995-1996 | 2e           | 3e           | 42           | 22           | 12           | 6            | 4            | 33           | 16           | +17          | Seizièmes de finale |
| 1996-1997 | 2e           | 2e           | 50           | 22           | 15           | 5            | 2            | 42           | 13           | +29          | Huitièmes de finale |
| 1997      | 1re          | 10e          | 1            | 18           | 0            | 1            | 17           | 7            | 76           | -69          | —                   |
| 1998      | 2e           | 2e           | 54           | 24           | 16           | 6            | 2            | 42           | 16           | +28          | Huitièmes de finale |
| 1999      | 2e           | 3e           | 31           | 16           | 9            | 4            | 3            | 32           | 10           | +22          | Huitièmes de finale |
| 2000      | 2e           | 3e           | 29           | 16           | 9            | 2            | 5            | 34           | 24           | +10          | Huitièmes de finale |
| 2001      | 1re          | 12e          | 5            | 22           | 1            | 2            | 19           | 17           | 83           | -67          | Huitièmes de finale |
| 2002      | 1re          | 12e          | 5            | 22           | 1            | 2            | 19           | 15           | 100          | -85          | Huitièmes de finale |
| 2003      | 2e           | 10e          | 15           | 22           | 5            | 0            | 17           | 36           | 74           | -38          | —                   |
| 2004      | 2e           | 14e          | 24           | 30           | 7            | 6            | 17           | 35           | 68           | -33          | Tour préliminaire   |
| 2005      | 2e           | 11e          | 18           | 24           | 6            | 0            | 18           | 39           | 77           | -38          | —                   |
| 2006-2016 | Club inactif | Club inactif | Club inactif | Club inactif | Club inactif | Club inactif | Club inactif | Club inactif | Club inactif | Club inactif | Club inactif        |
| 2017-2018 | 2e           | 1er          | 69           | 27           | 22           | 3            | 2            | 74           | 16           | +58          | —                   |
| 2018-2019 | 1re          | 5e           | 44           | 32           | 11           | 11           | 10           | 42           | 40           | +2           | Finale              |
| 2019-2020 | 1re          | 5e           | 40           | 27           | 10           | 10           | 7            | 35           | 33           | +2           | Quarts de finale    |
| 2020-2021 | 1re          | 8e           | 23           | 24           | 7            | 2            | 15           | 16           | 44           | -28          | Huitièmes de finale |

Légende
- Deuxième ou finaliste de la compétition.
- Promotion en division supérieure.
- Relégation en division inférieure.

## Personnalités du club

### Présidents du club
- Robert Grigorian

### Entraîneurs du club
Liste des entraineurs depuis 2017
- Artur Petrossian